# Ante Kostelić
Ante Kostelić (* 11. August 1938 in Zagreb) ist ein kroatischer Ski-Alpin-Trainer und ehemaliger jugoslawischer vielseitiger Sportler sowie späterer Handball-Trainer. Als langjähriger Betreuer seiner Kinder, den mehrmaligen alpinen Gesamtweltcup-Siegern, olympischen Medaillengewinnern und Weltmeistern Janica und Ivica Kostelić zwischen 2001 und 2014 war er auch kroatischer Ski-Nationaltrainer. Als Trainer des Frauen-Handballclubs ŽRK Osijek gewann er 1982 den Europapokal der Pokalsieger.

## Biografie
Geboren in Zagreb, absolvierte Kostelić dort das Gymnasium und diplomierte später an der Fakultät für Kinesiologie der Universität Zagreb. Er spielte Handball für mehrere Klubs (z. B. RK Polet Zagreb, RK Mladost Zagreb, RK Zagreb) in Kroatien (damals innerhalb Jugoslawiens) sowie für AS Cannes in Frankreich. Als Spieler von RK Zagreb gewann er 1962 den jugoslawischen Pokal. Er beteiligte sich auch an Wettbewerben im Schwimmen (als Mitglied des Schwimmklubs PK Mladost Zagreb), Skifahren und Autorennen.
Nach seinem Rücktritt wurde Kostelić Trainer. In den 1970er und 1980er Jahren war er Handballtrainer diverser Männer- und Frauen-Handballclubs: RK Ivanić Ivanić-grad, RK Medveščak Zagreb, RK Zagreb, ŽRK Osijek, RK Partizan Bjelovar, RK Trešnjevka Zagreb, RK Pelister Bitola, RK Celje und 1. HC Nürnberg. Mit ŽRK Osijek triumphierte er 1982 im Europapokal der Pokalsieger gegen Spartacus Budapest mit insgesamt 54:38.
Ab Anfang der 1990er Jahre ist Kostelić als Ski-Alpin-Trainer tätig. Er betreute zuerst junge kroatische Skifahrer in den Klubs SK Medveščak Zagreb und SK Zagreb. Bekannt wurde er als harter und anspruchsvoller Trainer. Gleichzeitig übernahm er die Betreuung seiner Kinder, Janica und Ivica, und führte sie an die Weltspitze des Skisports, wobei beide zusammen viermal den Gesamtweltcup, viermal olympisches Gold und sechsmal olympisches Silber gewannen. In den letzten Jahren trainiert er die Gebrüder Elias und Samuel Kolega.
Ante Kostelić ist für seine Erfolge vom Kroatischen Olympischen Komitees mit dem Matija-Ljubek-Preis fürs Lebenswerk ausgezeichnet worden. Geehrt wurde er auch mit dem Franjo Bučar Staatspreis für Sport. Da er den Ruf Kroatiens auf internationaler Ebene gefördert hat, erhielt er 2010 den Fürst-Branimir-Orden mit Halsband. Außerdem wurde er mehrmals (2002, 2006, 2010, 2014) zum kroatischen Trainer des Jahres gewählt.